# Pelochyta umbrata
Pelochyta umbrata là một loài bướm đêm thuộc phân họ Arctiinae, họ Erebidae.